# 梅瑞克
《梅瑞克》（英語：Merrick）是美國作家安·萊絲的系列小說「吸血鬼紀事」第七部，於2000年10月17日出版。從這部小說開始，吸血鬼與梅菲爾女巫有了交集，以此結合了「吸血鬼紀事」和「梅菲爾女巫生涯」兩個系列的故事。

## 內容概述
於此作中再次登場的三位吸血鬼：路易·德·龐特、黎斯特·德·萊昂柯特和大衛·塔柏特，以及一名美麗的女巫梅瑞克·梅菲爾。大衛還是人類時在泰拉瑪斯卡結社工作，也是在那時他就結識了梅瑞克，因此路易希望通過大衛讓梅瑞克幫助自己召喚已故吸血鬼克勞蒂亞的靈魂。

## 反響
《紐約時報》的評論家馬修·佛萊蒙認為此作與「吸血鬼紀事」系列的其他小說在情節上幾乎毫無關聯，他說「萊絲如今似乎專為她的粉絲寫作。」《娛樂週刊》的瑞貝卡·艾希-威爾士給小說3星的評分並針對小說的寫作用語尖銳的寫道：「萊絲的行文如同一位來自數個世紀以前的英文教師。」在以5為滿分的亞馬遜網站上，小說獲得4.3分的評級。此作於2001年獲朗姆達文學獎提名最佳LGBT奇幻小說。